# Баренборстель
Баренборстель (нем. Bahrenborstel) — община в Германии, в земле Нижняя Саксония.
Входит в состав района Дипхольц. Подчиняется управлению Кирхдорф. Население составляет 1181 человек (на 31 декабря 2010 года). Занимает площадь 31,27 км².
Коммуна подразделяется на 2 сельских округа.
| Год  | Население |
| ---- | --------- |
| 1990 | 1172      |
| 1995 | 1241      |
| 2000 | 1276      |
| 2005 | 1255      |
| 2010 | 1215      |